# Mohamed Meridja
Mohamed Meridja (en arabe : محمد مريجة), né le 15 septembre 1960 à Alger, est un judoka algérien.

## Carrière
Mohamed Meridja est médaillé d'or dans la catégorie des moins de 66 kg aux Championnats d'Afrique de judo 1985 à Tunis et médaillé d'argent dans la même catégorie aux Championnats d'Afrique de judo 1986 à Casablanca. Il remporte la médaille d'or aux Jeux africains de 1987 à Nairobi. 
Il participe aux Championnats du monde de judo 1983  à Moscou, aux Championnats du monde de judo 1987 à Essen et aux Jeux olympiques d'été de 1988 à Séoul.
Il a été président de la Fédération algérienne de judo et élu le 9 avril 2016 premier vice-président de l'Union africaine de judo.